# Маганой-Сіті (Пенсільванія)
Маганой-Сіті (англ. Mahanoy City) — місто (англ. borough) в США, в окрузі Скайлкілл штату Пенсільванія. Населення — 3499 осіб (2020).

## Географія
Маганой-Сіті розташований за координатами 40°48′45″ пн. ш. 76°8′17″ зх. д. / 40.81250° пн. ш. 76.13806° зх. д. (40.812627, -76.138184).  За даними Бюро перепису населення США в 2010 році місто мало площу 1,32 км², уся площа — суходіл.

## Демографія
Згідно з переписом 2010 року, у селищі мешкали 4162 особи в 1780 домогосподарствах у складі 1032 родин. Густота населення становила 3153 особи/км².  Було 2414 помешкання (1829/км²).
Расовий склад населення:
| - 95,3 % — білих - 1,0 % — чорних або афроамериканців - 0,3 % — корінних американців - 0,3 % — азіатів - 1,3 % — осіб інших рас |

До двох чи більше рас належало 1,8 %. Частка іспаномовних становила 4,7 % від усіх жителів.
За віковим діапазоном населення розподілялося таким чином: 23,9 % — особи молодші 18 років, 56,6 % — особи у віці 18—64 років, 19,5 % — особи у віці 65 років та старші. Медіана віку мешканця становила 40,6 року. На 100 осіб жіночої статі у селищі припадало 90,0 чоловіків;  на 100 жінок у віці від 18 років та старших — 87,4 чоловіків також старших 18 років.
Середній дохід на одне домашнє господарство  становив 42 089 доларів США (медіана — 28 874), а середній дохід на одну сім'ю — 56 019 доларів (медіана — 41 250). За межею бідності перебувало 26,3 % осіб, у тому числі 38,1 % дітей у віці до 18 років та 15,9 % осіб у віці 65 років та старших.
Цивільне працевлаштоване населення становило 1391 особа. Основні галузі зайнятості: виробництво — 23,6 %, освіта, охорона здоров'я та соціальна допомога — 23,2 %, роздрібна торгівля — 11,5 %, транспорт — 10,6 %.

## Персоналії
- Віктор Шерцінгер (1888-1941) — американський композитор, кінорежисер, кінопродюсер та сценарист.